# متحف الغوانش
متحف الغوانش (بالإسبانية : Museo Guanche) هو متحف إثنوغرافي ببلدية إكود دي لوس فينوس بجزيرة تنيريفي ، يركز على الغوانش الشعب الأصلي لجزر الكناري . يقع في مركز التسوق المسمى 'لاماجالونا' ، ويحتوي على مشاهد بالحجم الطبيعي ونسخ دقيقة كما يحتوي على نقوش صخرية من أجزاء مختلفة من الجزر تتيح للزائر التعرف على كل ما يتعلق بثقافة الغوانش .
يفتح المتحف أبوابه يوميا من الساعة العاشرة صباحا إلى السادسة مساء ماعدى يوم الأحد حيث يظل مغلق طوال اليوم، تبلغ رسوم الدخول 6 يورو للبالغين و 3 يورو للأطفال.